# Kanton Gond-Pontouvre
Der Kanton Gond-Pontouvre ist seit 1982 ein französischer Wahlkreis im Département Charente und in der Region Nouvelle-Aquitaine. Er liegt im Arrondissement Angoulême und hat sein bureau centralisateur in Gond-Pontouvre.

## Gemeinden
Der Kanton besteht aus vier Gemeinden mit insgesamt 20.078 Einwohnern (Stand: 1. Januar 2022) auf einer Gesamtfläche von 77,03 km²:
| Gemeinde                  | Einwohner 1. Januar 2022 | Fläche km² | Dichte Einw./km² | Code INSEE | Postleitzahl |
| ------------------------- | ------------------------ | ---------- | ---------------- | ---------- | ------------ |
| Balzac                    | 1.401                    | 9,64       | 145              | 16026      | 16430        |
| Champniers                | 5.237                    | 45,29      | 116              | 16078      | 16430        |
| Gond-Pontouvre            | 5.884                    | 7,45       | 790              | 16154      | 16160        |
| Saint-Yrieix-sur-Charente | 7.556                    | 14,65      | 516              | 16358      | 16710        |
| Kanton Gond-Pontouvre     | 20.078                   | 77,03      | 261              | 1614       | –            |

## Geschichte
Der Kanton wurde am 15. Januar 1982 geschaffen durch Aufspaltung des Kantons Ruelle-sur-Touvre. Im Rahmen der landesweiten Neuordnung der französischen Kantone im Frühjahr 2015 blieb sein Zuschnitt unverändert. Er besaß vor 2015 jedoch einen anderen INSEE-Code als heute, nämlich 1635.

## Politik
| Vertreter im Departementrat | Vertreter im Departementrat    | Vertreter im Departementrat |
| Amtszeit                    | Namen                          | Partei                      |
| --------------------------- | ------------------------------ | --------------------------- |
| 1982–2015                   | Jeanne Filloux                 | PS                          |
| 2015–                       | Jeanne Filloux Thibaut Simonin | UG                          |